# Neolophonotus milvus
Neolophonotus milvus là một loài ruồi trong họ Asilidae. Neolophonotus milvus được Londt miêu tả năm 1988. Loài này phân bố ở vùng nhiệt đới châu Phi.